# Rignac (Lot)
Cet article possède un paronyme, voir Rognac.
Pour les articles homonymes, voir Rignac.
Rignac est une commune française, située dans le nord du département du Lot en région Occitanie.
Elle est également dans le causse de Gramat, le plus vaste et le plus sauvage des quatre causses du Quercy.
Exposée à un climat océanique altéré, elle est drainée par le ruisseau de Rignac et par divers autres petits cours d'eau. Incluse dans le bassin de la Dordogne, la commune possède un patrimoine naturel remarquable :  et une zone naturelle d'intérêt écologique, faunistique et floristique.
Rignac est une commune rurale qui compte 292 habitants en 2022. Elle fait partie de l'aire d'attraction de Gramat. Ses habitants sont appelés les Rignacois ou  Rignacoises.

## Géographie
Commune située dans le Quercy sur le causse de Gramat.

### Communes limitrophes
Les communes limitrophes sont Alvignac, Gramat, Rocamadour et Thégra.
|            | Alvignac |        |
| Rocamadour | Rignac   | Thégra |
|            | Gramat   |        |

### Climat
Pour des articles plus généraux, voir Climat de l'Occitanie et Climat du Lot.
En 2010, le climat de la commune est de type climat océanique altéré, selon une étude s'appuyant sur une série de données couvrant la période 1971-2000. En 2020, Météo-France publie une typologie des climats de la France métropolitaine dans laquelle la commune est dans une zone de transition entre le climat océanique altéré et le climat de montagne ou de marges de montagne et est dans la région climatique Ouest et nord-ouest du Massif Central, caractérisée par une pluviométrie annuelle de 900 à 1 500 mm, maximale en automne et en hiver.
Pour la période 1971-2000, la température annuelle moyenne est de 11,9 °C, avec une amplitude thermique annuelle de 15,5 °C. Le cumul annuel moyen de précipitations est de 1 044 mm, avec 11,2 jours de précipitations en janvier et 6,6 jours en juillet. Pour la période 1991-2020, la température moyenne annuelle observée sur la station météorologique la plus proche, située sur la commune de Lunegarde à 13 km à vol d'oiseau, est de 12,6 °C et le cumul annuel moyen de précipitations est de 828,1 mm,. Pour l'avenir, les paramètres climatiques de la commune estimés pour 2050 selon différents scénarios d’émission de gaz à effet de serre sont consultables sur un site dédié publié par Météo-France en novembre 2022.

### Milieux naturels et biodiversité

#### Espaces protégés
La protection réglementaire est le mode d’intervention le plus fort pour préserver des espaces naturels remarquables et leur biodiversité associée,.
La commune fait partie du parc naturel régional des Causses du Quercy, un espace protégé créé en 1999 et d'une superficie de 183 039 ha, qui s'étend sur 102 communes du département du Lot. La cohérence du territoire du Parc s’est fondée sur l’unité géologique d’un même socle de massif karstique, entaillé de profondes vallées. Le périmètre repose sur une unité de paysages autour de la pierre et du bâti (souvent en pierre sèche), de l’empreinte des pelouses sèches et du pastoralisme et de l’omniprésence des patrimoines naturels et culturels,. Ce parc a été classé Géoparc en mai 2017 sous la dénomination « géoparc des causses du Quercy », faisant dès lors partie du réseau mondial des Géoparcs, soutenu par l’UNESCO,.
La commune fait également partie de la zone de transition du bassin de la Dordogne, un territoire d'une superficie de 1 880 258 ha reconnu réserve de biosphère par l'UNESCO en juillet 2012,.

#### Zones naturelles d'intérêt écologique, faunistique et floristique

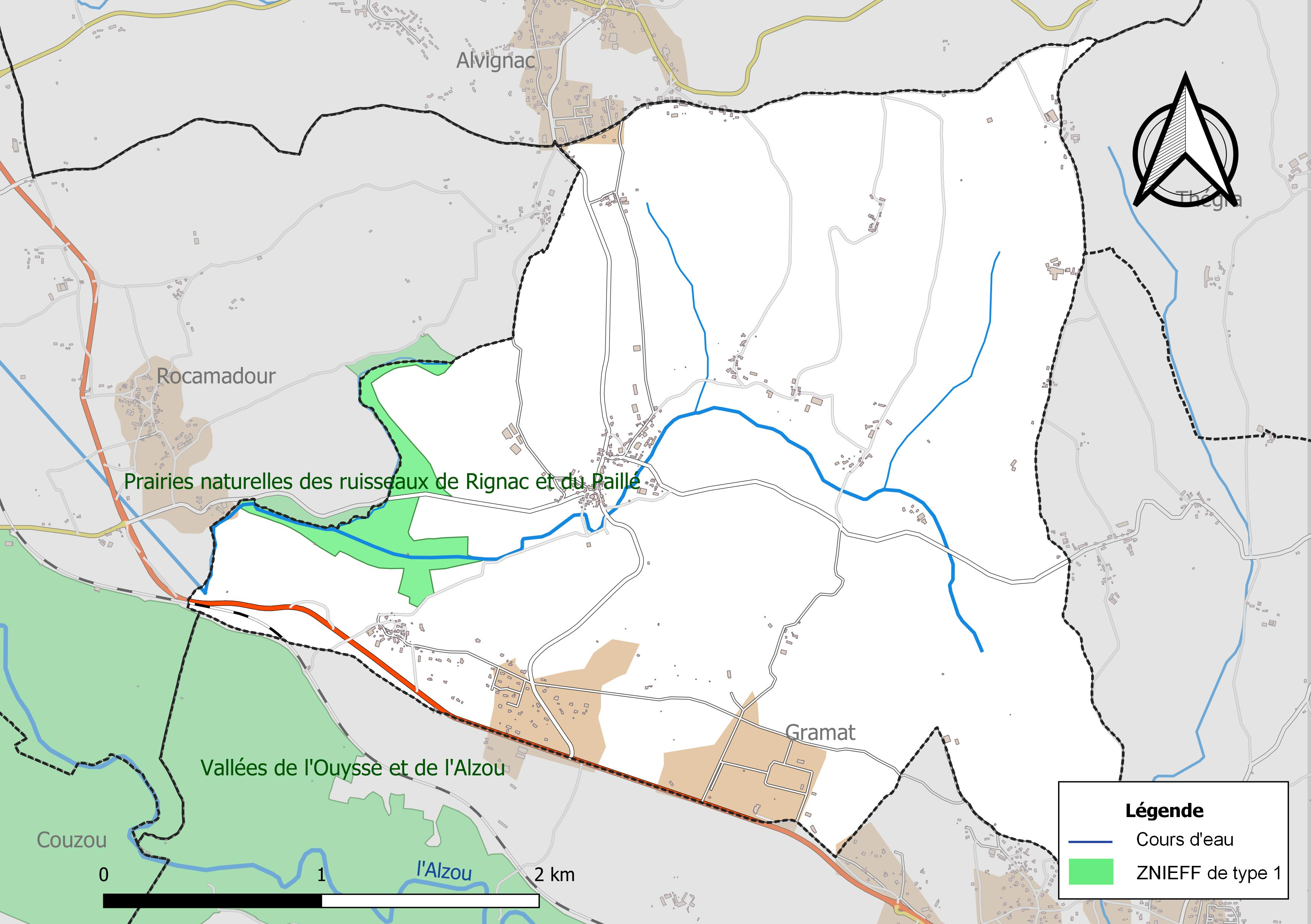
Carte de la ZNIEFF de type 1 localisée sur la commune.

L’inventaire des zones naturelles d'intérêt écologique, faunistique et floristique (ZNIEFF) a pour objectif de réaliser une couverture des zones les plus intéressantes sur le plan écologique, essentiellement dans la perspective d’améliorer la connaissance du patrimoine naturel national et de fournir aux différents décideurs un outil d’aide à la prise en compte de l’environnement dans l’aménagement du territoire.
Une ZNIEFF de type 1 est recensée sur la commune :
les « prairies naturelles des ruisseaux de Rignac et du Paillé » (32 ha), couvrant 2 communes du département.

## Urbanisme

### Typologie
Au 1er janvier 2024, Rignac est catégorisée commune rurale à habitat dispersé, selon la nouvelle grille communale de densité à sept niveaux définie par l'Insee en 2022.
Elle est située hors unité urbaine. Par ailleurs la commune fait partie de l'aire d'attraction de Gramat, dont elle est une commune de la couronne,. Cette aire, qui regroupe 18 communes, est catégorisée dans les aires de moins de 50 000 habitants,.

### Occupation des sols
L'occupation des sols de la commune, telle qu'elle ressort de la base de données européenne d’occupation biophysique des sols Corine Land Cover (CLC), est marquée par l'importance des territoires agricoles (61,4 % en 2018), une proportion sensiblement équivalente à celle de 1990 (61,3 %). La répartition détaillée en 2018 est la suivante : 
prairies (44 %), forêts (21,9 %), zones agricoles hétérogènes (17,5 %), milieux à végétation arbustive et/ou herbacée (11,3 %), zones urbanisées (2,8 %), zones industrielles ou commerciales et réseaux de communication (2,6 %). L'évolution de l’occupation des sols de la commune et de ses infrastructures peut être observée sur les différentes représentations cartographiques du territoire : la carte de Cassini (XVIIIe siècle), la carte d'état-major (1820-1866) et les cartes ou photos aériennes de l'IGN pour la période actuelle (1950 à aujourd'hui).

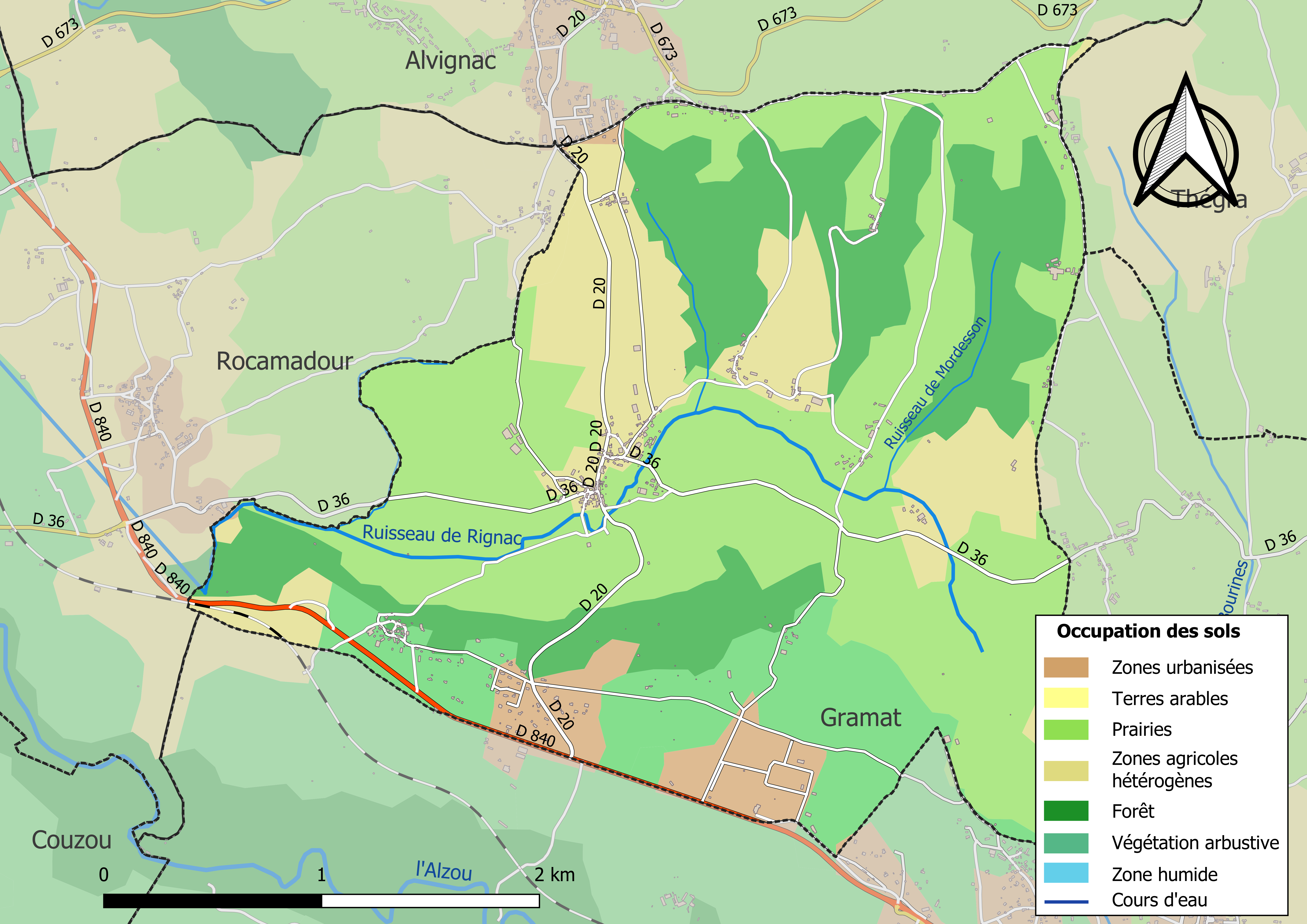
Carte des infrastructures et de l'occupation des sols de la commune en 2018 (CLC).

### Risques majeurs
Le territoire de la commune de Rignac est vulnérable à différents aléas naturels : météorologiques (tempête, orage, neige, grand froid, canicule ou sécheresse), feux de forêts, mouvements de terrains et séisme (sismicité très faible). Il est également exposé à un risque technologique, le transport de matières dangereuses. Un site publié par le BRGM permet d'évaluer simplement et rapidement les risques d'un bien localisé soit par son adresse soit par le numéro de sa parcelle.

#### Risques naturels
Rignac est exposée au risque de feu de forêt. Un plan départemental de protection des forêts contre les incendies a été approuvé par arrêté préfectoral le 30 novembre 2015 pour la période 2015-2025. Les propriétaires doivent ainsi couper les broussailles, les arbustes et les branches basses sur une profondeur de 50 mètres, aux abords des constructions, chantiers, travaux et installations de toute nature, situées à moins de 200 mètres de terrains en nature
de bois, forêts, plantations, reboisements, landes ou friches. Le brûlage des déchets issus de l’entretien des parcs et jardins des ménages et des collectivités est interdit. L’écobuage est également interdit, ainsi que les feux de type méchouis et barbecues, à l’exception de ceux prévus dans des installations fixes (non situées sous couvert d'arbres) constituant une dépendance d'habitation.

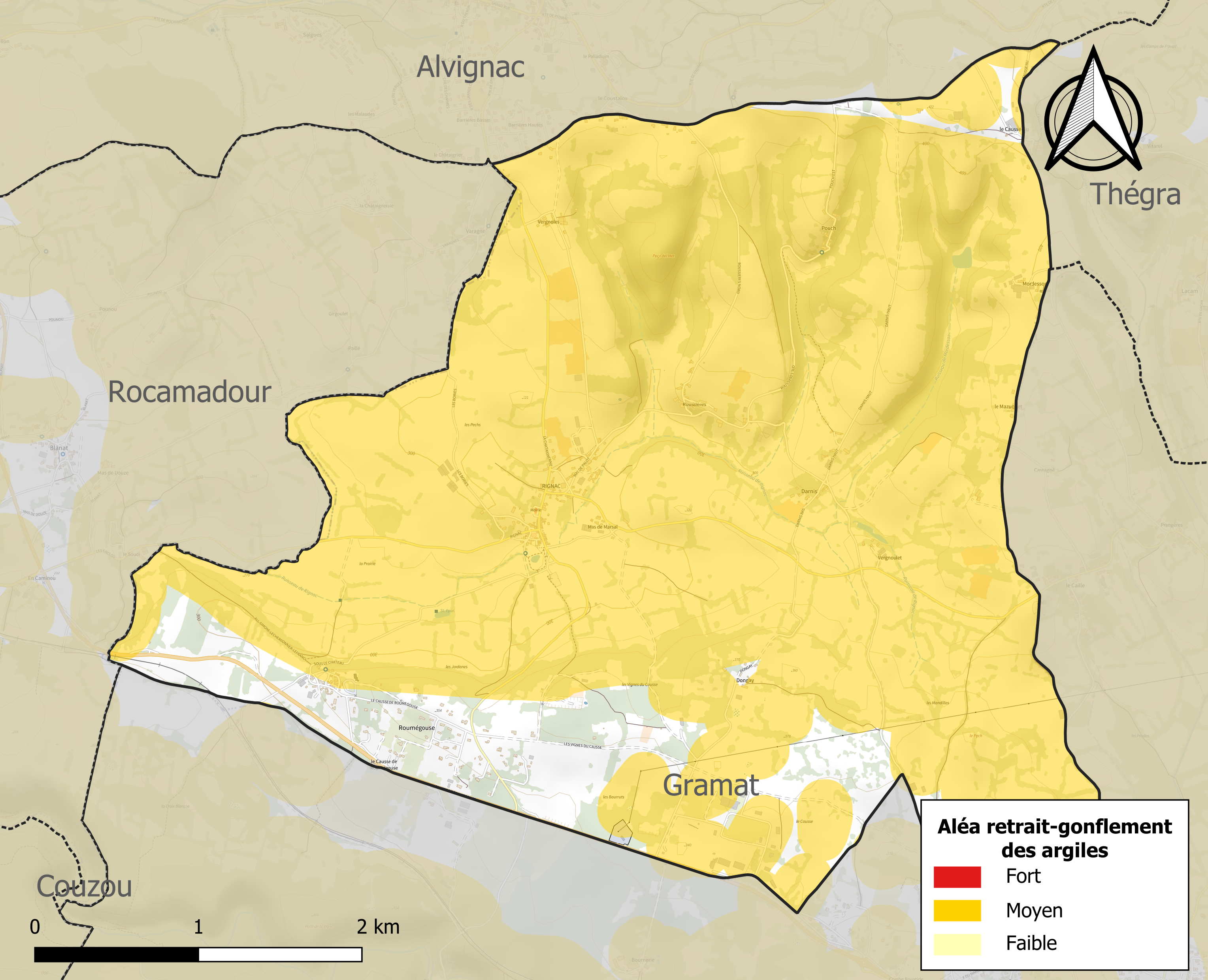
Carte des zones d'aléa retrait-gonflement des sols argileux de Rignac.

Les mouvements de terrains susceptibles de se produire sur la commune sont des affaissements et effondrements liés aux cavités souterraines (hors mines), des éboulements, chutes de pierres et de blocs et des glissements de terrain. Par ailleurs, afin de mieux appréhender le risque d’affaissement de terrain, l'inventaire national des cavités souterraines permet de localiser celles situées sur la commune.
Le retrait-gonflement des sols argileux est susceptible d'engendrer des dommages importants aux bâtiments en cas d’alternance de périodes de sécheresse et de pluie. 88 % de la superficie communale est en aléa moyen ou fort (67,7 % au niveau départemental et 48,5 % au niveau national). Sur les 178 bâtiments dénombrés sur la commune en 2019, 131 sont en aléa moyen ou fort, soit 74 %, à comparer aux 72 % au niveau départemental et 54 % au niveau national. Une cartographie de l'exposition du territoire national au retrait gonflement des sols argileux est disponible sur le site du BRGM,.
Par ailleurs, afin de mieux appréhender le risque d’affaissement de terrain, l'inventaire national des cavités souterraines permet de localiser celles situées sur la commune.
La commune a été reconnue en état de catastrophe naturelle au titre des dommages causés par les inondations et coulées de boue survenues en 1982, 1989, 1997, 1999 et 2001. Concernant les mouvements de terrains, la commune a été reconnue en état de catastrophe naturelle au titre des dommages causés par des mouvements de terrain en 1999.

#### Risques technologiques
Le risque de transport de matières dangereuses sur la commune est lié à sa traversée par une route à fort trafic et une ligne de chemin de fer. Un accident se produisant sur de telles infrastructures est susceptible d’avoir des effets graves sur les biens, les personnes ou l'environnement, selon la nature du matériau transporté. Des dispositions d’urbanisme peuvent être préconisées en conséquence.

## Toponymie
La commune s'écrit Rinhac en occitan.
Le toponyme Rignac est basé sur l'anthroponyme gaulois Renius. La terminaison -ac est issue du suffixe gaulois -acon (lui-même du celtique commun *-āko-), souvent latinisé en -acum dans les textes.

## Histoire
La commune de Rignac a été créée en 1892 par détachement d'une partie du territoire de Gramat.

## Politique et administration
| Période | Période  | Identité              | Étiquette | Qualité |
| ------- | -------- | --------------------- | --------- | ------- |
| 1892    | 1912     | Léon Escudie          |           |         |
| 1912    | 1925     | Louis Vidal           |           |         |
| 1925    | 1929     | Léon Bergougnoux      |           |         |
| 1929    | 1935     | Louis Vidal           |           |         |
| 1935    | 1938     | Gabriel Delmas        |           |         |
| 1938    | 1944     | Théophile Bergougnoux |           |         |
| 1944    | 1977     | Léon Maury            |           |         |
| 1977    | 1984     | Robert Delmas         |           |         |
| 1984    | 2001     | Pierre Baquet         |           |         |
| 2001    | 2014     | Daniel Wattier        |           |         |
| 2014    | en cours | Francis Lacayrouze    |           |         |

## Population et société

### Démographie
| 1896 | 1901 | 1906 | 1911 | 1921 | 1926 | 1931 | 1936 | 1946 |
| ---- | ---- | ---- | ---- | ---- | ---- | ---- | ---- | ---- |
| 489  | 447  | 435  | 409  | 376  | 385  | 352  | 307  | 261  |

| 1954 | 1962 | 1968 | 1975 | 1982 | 1990 | 1999 | 2005 | 2006 |
| ---- | ---- | ---- | ---- | ---- | ---- | ---- | ---- | ---- |
| 243  | 226  | 213  | 175  | 200  | 229  | 258  | 242  | 253  |

| 2010 | 2015 | 2020 | 2022 | - | - | - | - | - |
| ---- | ---- | ---- | ---- | - | - | - | - | - |
| 267  | 267  | 285  | 292  | - | - | - | - | - |

## Économie

### Revenus
En 2018, la commune compte 122 ménages fiscaux, regroupant 256 personnes. La médiane du revenu disponible par unité de consommation est de 22 210 € (20 740 € dans le département).

### Emploi
|                | 2008  | 2013   | 2018  |
| -------------- | ----- | ------ | ----- |
| Commune        | 6,5 % | 10,2 % | 6 %   |
| Département    | 7,3 % | 8,9 %  | 9,6 % |
| France entière | 8,3 % | 10 %   | 10 %  |

En 2018, la population âgée de 15 à 64 ans s'élève à 160 personnes, parmi lesquelles on compte 83,9 % d'actifs (78 % ayant un emploi et 6 % de chômeurs) et 16,1 % d'inactifs,. Depuis 2008, le taux de chômage communal (au sens du recensement) des 15-64 ans est inférieur à celui de la France et du département.
La commune fait partie de la couronne de l'aire d'attraction de Gramat, du fait qu'au moins 15 % des actifs travaillent dans le pôle,. Elle compte 113 emplois en 2018, contre 95 en 2013 et 68 en 2008. Le nombre d'actifs ayant un emploi résidant dans la commune est de 126, soit un indicateur de concentration d'emploi de 89,5 % et un taux d'activité parmi les 15 ans ou plus de 56,3 %.
Sur ces 126 actifs de 15 ans ou plus ayant un emploi, 29 travaillent dans la commune, soit 23 % des habitants. Pour se rendre au travail, 89,4 % des habitants utilisent un véhicule personnel ou de fonction à quatre roues, 0,8 % les transports en commun, 5,3 % s'y rendent en deux-roues, à vélo ou à pied et 4,5 % n'ont pas besoin de transport (travail au domicile).

### Activités hors agriculture

#### Secteurs d'activités
41 établissements sont implantés  à Rignac au 31 décembre 2019. Le tableau ci-dessous en détaille le nombre par secteur d'activité et compare les ratios avec ceux du département,.
| Secteur d'activité                                                                                        | Commune | Commune | Département |
| Secteur d'activité                                                                                        | Nombre  | %       | %           |
| --- | ------- | ------- | ----------- |
| Ensemble                                                                                                  | 41      |         |             |
| Industrie manufacturière, industries extractives et autres                                                | 11      | 26,8 %  | (14 %)      |
| Construction                                                                                              | 8       | 19,5 %  | (13,9 %)    |
| Commerce de gros et de détail, transports, hébergement et restauration                                    | 11      | 26,8 %  | (29,9 %)    |
| Information et communication                                                                              | 1       | 2,4 %   | (1,8 %)     |
| Activités immobilières                                                                                    | 1       | 2,4 %   | (3,5 %)     |
| Activités spécialisées, scientifiques et techniques et activités de services administratifs et de soutien | 6       | 14,6 %  | (13,5 %)    |
| Administration publique, enseignement, santé humaine et action sociale                                    | 2       | 4,9 %   | (12 %)      |
| Autres activités de services                                                                              | 1       | 2,4 %   | (8,7 %)     |

Le secteur du commerce de gros et de détail, des transports, de l'hébergement et de la restauration est prépondérant sur la commune puisqu'il représente 26,8 % du nombre total d'établissements de la commune (11 sur les 41 entreprises implantées  à Rignac), contre 29,9 % au niveau départemental.

### Agriculture
La commune est dans les Causses », une petite région agricole occupant une grande partie centrale du département du Lot. En 2020, l'orientation technico-économique de l'agriculture  sur la commune est l'élevage d'équidés et/ou d' autres herbivores.
|               | 1988 | 2000 | 2010 | 2020 |
| ------------- | ---- | ---- | ---- | ---- |
| Exploitations | 25   | 21   | 15   | 16   |
| SAU (ha)      | 771  | 771  | 784  | 769  |

Le nombre d'exploitations agricoles en activité et ayant leur siège dans la commune est passé de 25 lors du recensement agricole de 1988  à 21 en 2000 puis à 15 en 2010 et enfin à 16 en 2020, soit une baisse de 36 % en 32 ans. Le même mouvement est observé à l'échelle du département qui a perdu pendant cette période 60 % de ses exploitations,. La surface agricole utilisée sur la commune est restée relativement stable, passant de 771 ha en 1988 à 769 ha en 2020. Parallèlement la surface agricole utilisée moyenne par exploitation a augmenté, passant de 31 à 48 ha.

#### Zone artisanale
Une zone artisanale de 8,5 ha est située au sud-est du territoire de la commune au lieu-dit les Vieilles Vignes à proximité de Gramat et accueille les entreprises commerciales, tertiaires, artisanales ou semi-industrielles. Elle est connectée au réseau routier par la RD 840 qui mène à l'autoroute A20 et se trouve proche de la gare de Gramat.
Elle comporte déjà de nombreuses entreprises œuvrant dans les domaines suivants : traitement des déchets, jardinerie, électrotechnique, import et de distribution d'objets de plein-air et pour enfants, couverture et charpente, médecine du travail, travaux publics...

## Culture locale et patrimoine

### Église Saint-Germain

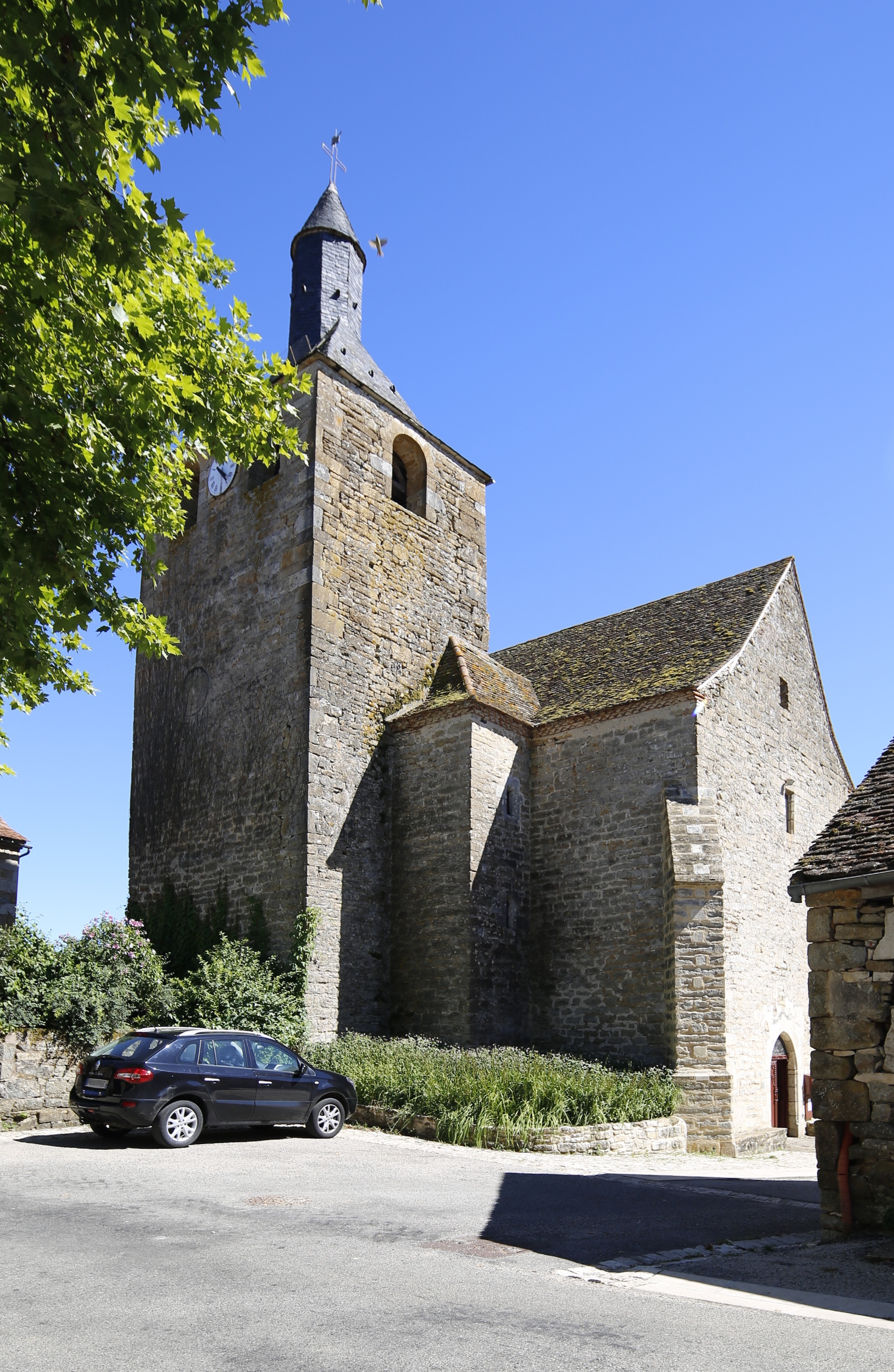
L'église Saint-Germain.

L'église Saint-Germain au centre du village de Rignac est classée au titre des Monuments historiques par arrêté du 3 juin 1959. Elle est citée au XIIe siècle, dans le cartulaire de l'abbaye d'Obazine, mais a peut-être été détruite lors de la guerre de Cent Ans. Sa construction homogène en pierres calcaires, avec son clocher barlong et son chœur gothique polygonal, font penser à une complète reconstruction dans la deuxième moitié du XVe siècle. Les visages très expressifs, sculptés sur des culots, ont pu être repris pour recevoir les arêtes des voûtes des chapelles latérales. Elle possédait un décor intérieur peint, qui a en partie disparu.
Au cours du XIXe siècle, une sacristie fut ajoutée, vraisemblablement à la même période que les autels de marbre blanc et la série de vitraux, puis au début du XXe siècle, un nouvel aménagement intérieur vint achever les restaurations. Il s'agit d'abord des très simples fonts baptismaux au fond de l'église, ainsi que des stations du chemin de croix aux cadres de métal peint. La tribune a été supprimée. Au-dessus du tabernacle de l'autel de la Vierge, figure l'incrustation de Notre-Dame-de-Rocamadour telle qu'elle était vue à la fin du XIXe siècle. Un vitrail du chœur représente saint Germain d'Auxerre en vis-à-vis avec sainte Germaine de Pibrac, alors très célèbre dans la région.

### Le château de Roumégouse
le nom de Roumégouse est à mettre en relation avec les pèlerins roumieux. Dominant le village de Rignac, le château de Roumégouse était la propriété de la famille de Cho(u)rigny, présente depuis 1610. Au XVIIIe siècle, il fut acquis par la famille de Foulhiac de Padirac. Vers 1900, l'édifice fut transformé selon le goût romantique de l'époque. De fausses accolades de pierre furent ajoutées sur les linteaux des baies, de façon à rendre les originales plus perceptibles. Le lieu, actuellement privé, a été longtemps un hôtel de l'association hôtelière des Relais & Châteaux. Il accueillit ainsi le 3 juin 1970 le général de Gaulle, sur le chemin de l'Espagne (visite au général Francisco Franco le 8 juin).

### Le château de Mordesson
Le fief de Mordesson faisait déjà partie du patrimoine des Vallon de Thégra au XIVe siècle. Raymond de Fouilhac « Historien du Quercy » y serait né en 1622. Héritier des terres, il fit construire en 1661 le château visible actuellement. Un cartouche est orné d'un écusson sur lequel figurent les lettres G.R.B., initiales des prénoms de ses anciens propriétaires : Guillaume de Valon, Raymond et Bertrand de Fouilhac. Le château est mentionné dans la légende associée au gouffre voisin du Saut de la Pucelle. Il est situé aux abords du chemin qui relie les lieux-dits de Prangères (Gramat) au Causse nu (Alvignac).

### L'ancien hôpital des sœurs maltaises
L'IGN signale toujours ces ruines, malgré leur disparition quasi totale. Mme Marty-Bazalgues le constata aussi lorsqu'elle voulut se rendre sur le terrain.

### L'arbre de la liberté
La tradition rapporte que le platane qui se dresse fièrement sur la petite place du village est un arbre de la liberté, planté pendant la période révolutionnaire. Sa circonférence témoigne de son ancienneté.

### La maison dite "aux deux tourelles"
La base de cette demeure est contemporaine de la reconstruction de l'église, après la guerre de Cent Ans. L'édifice ne devait pas être assez spacieux, puisqu'il fut modifié et agrandi avant 1762. Il reçut alors en façade deux tourelles de section carrée, chacune sur un léger encorbellement. L'ensemble fut enfin restauré au XIXe siècle. La photographie de la souillarde, cuisine voûtée présente dans de nombreuses maisons de la région, est visible sur le site du Conseil départemental du Lot. Elle a été inscrite monument historique par arrêté du 16 août 1976.

### Gouffre du Saut de la Pucelle
Le gouffre du Saut de la Pucelle est une cavité souterraine située à la limite des communes de Rignac, Rocamadour et Gramat dans lequel se perd le ruisseau de Rignac.

### Aire de loisirs
À l'entrée du village, près du pont qui franchit le ruisseau (intersection D 20 et D 36), Rignac dispose d'une aire de loisirs comportant :
- un petit sentier pédestre le long du ruisseau ;
- un petit plan d'eau pouvant servir à la défense incendie du village ;
- une aire de jeux pour enfants ;
- un terrain de pétanque ;
- des jardins familiaux ;
- des toilettes publiques à proximité ;
- un café offrant un service de petite restauration.

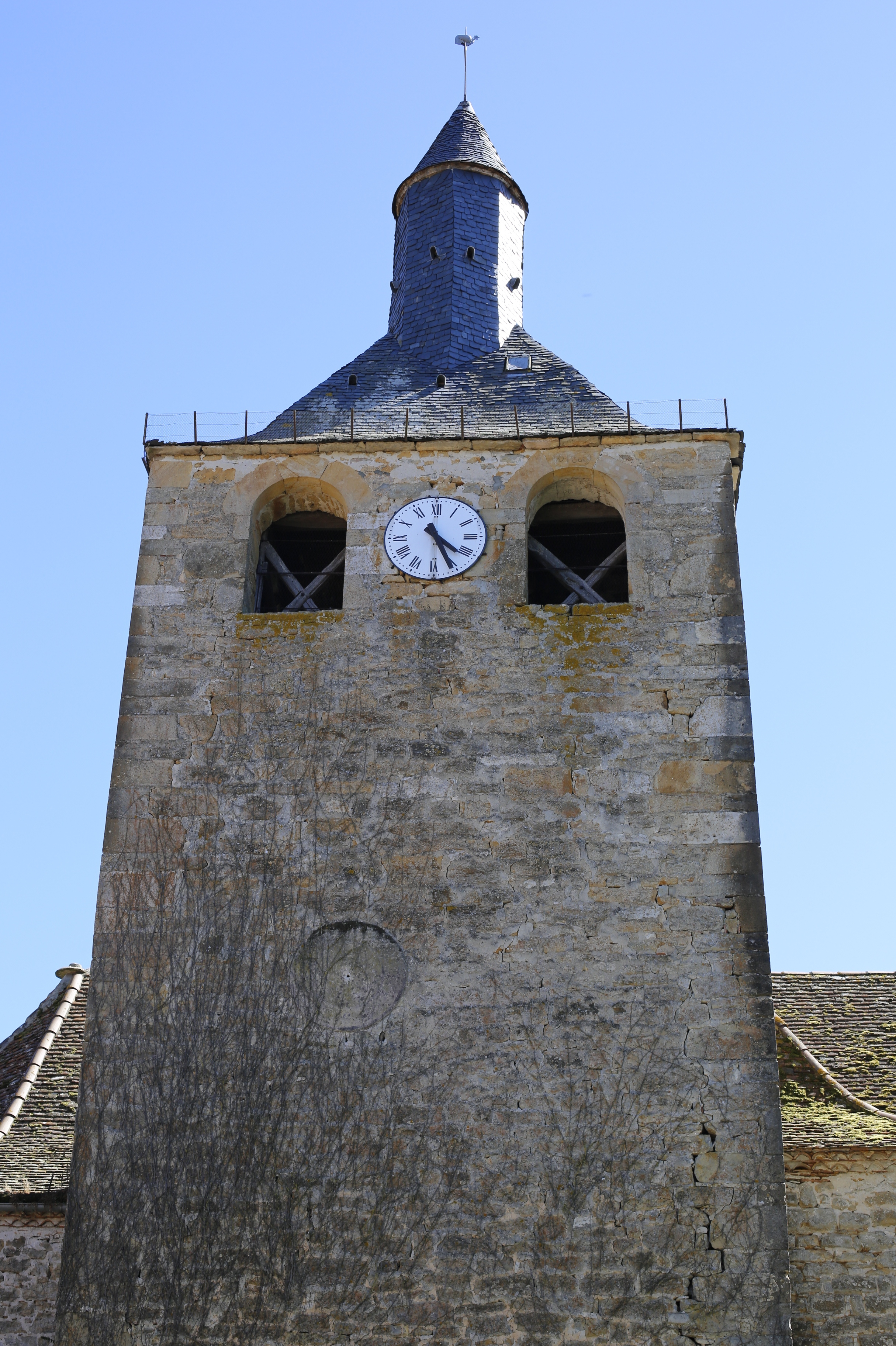
Le clocher de l'église.
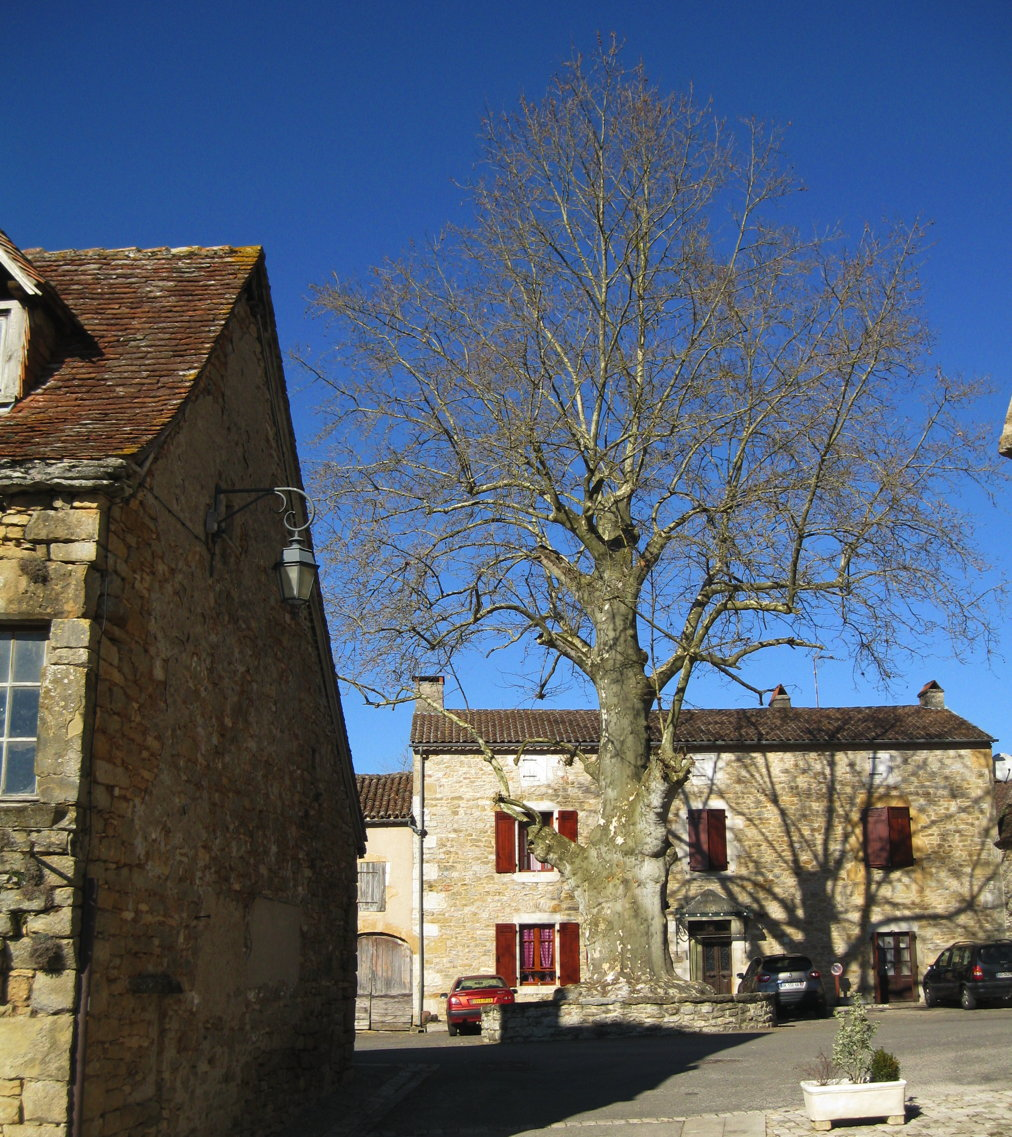
L'arbre de la liberté en hiver.
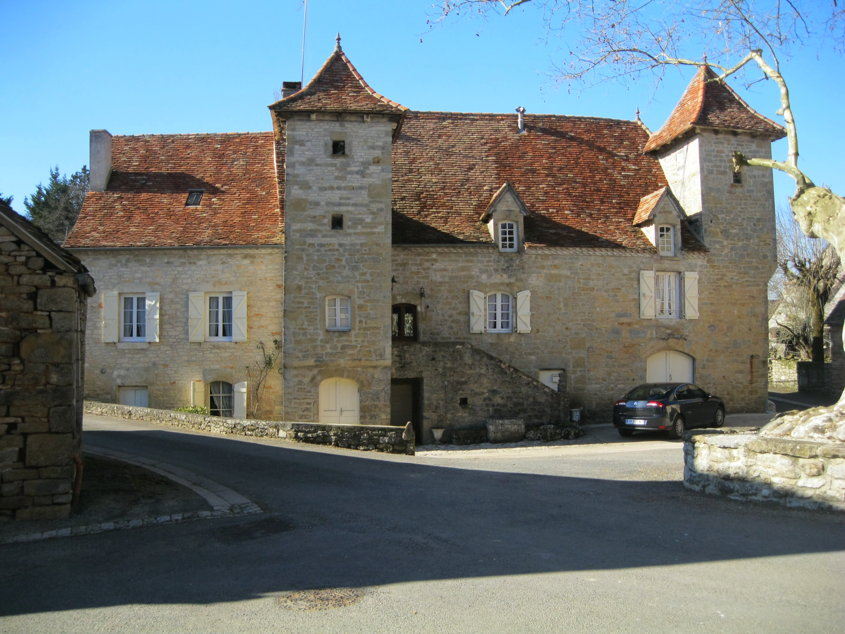
La maison aux deux tourelles.
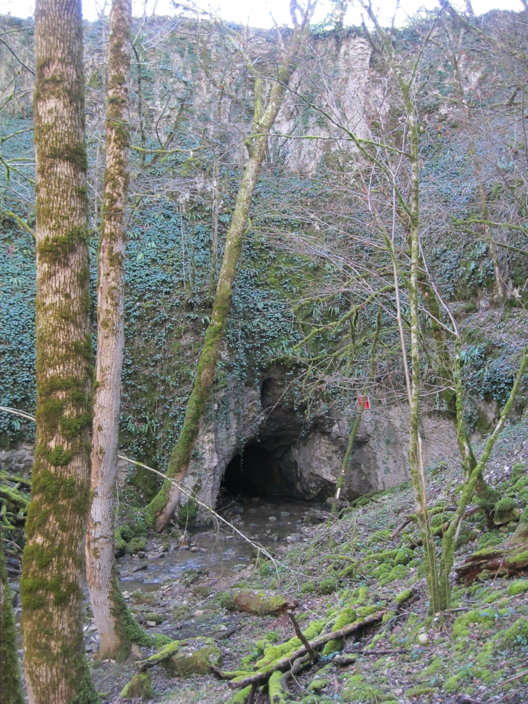
Le gouffre du Saut de la Pucelle.
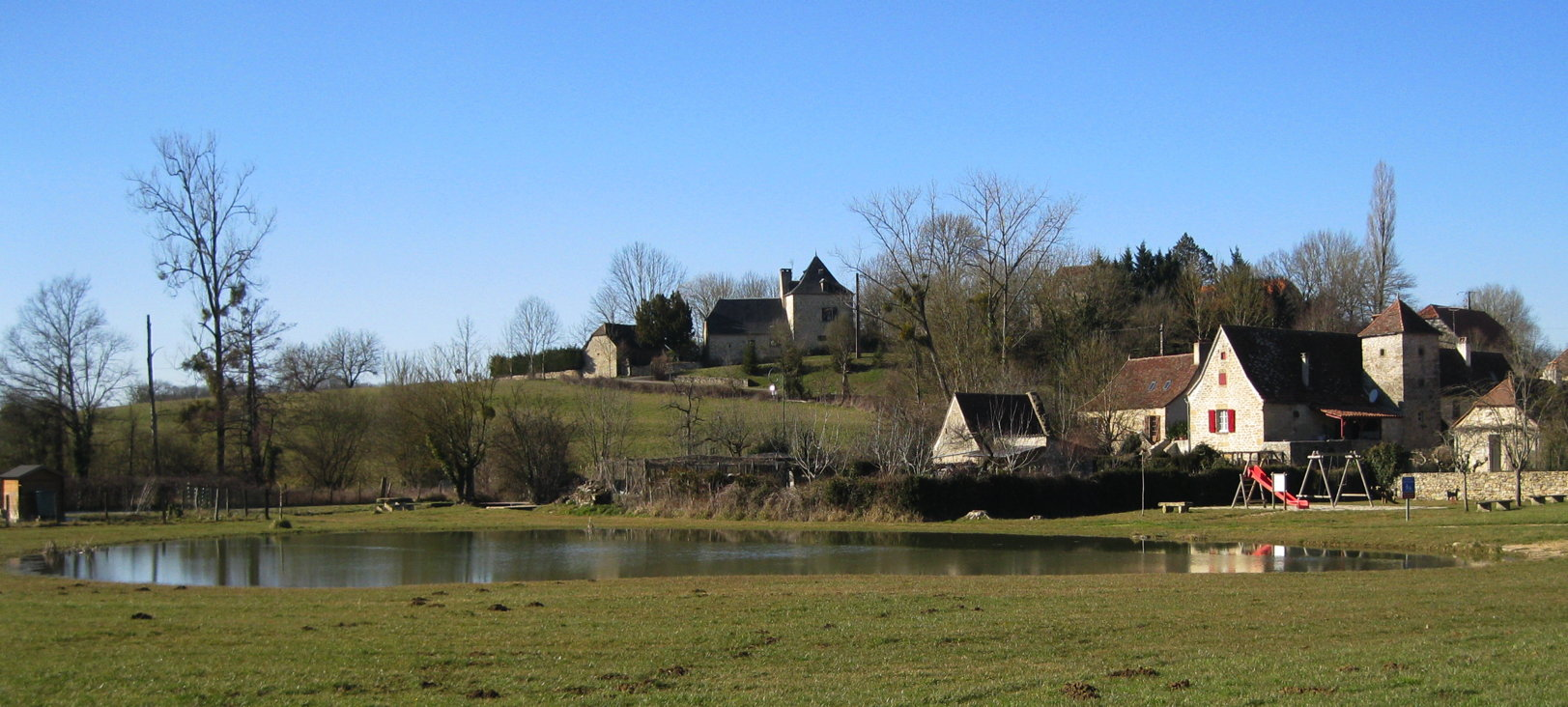
Le parc public.

### Personnalités liées à la commune
- Pierre Bonnassie, né le 24 novembre 1932 à Rignac et décédé le 14 mars 2005 à Toulouse ; historien médiéviste français.
- Famille de Foulhiac de Padirac[45]

## Pour approfondir